# Nguyễn Văn Công
Nguyễn Văn Công (sinh ngày 10 tháng 10 năm 1960) là một chính trị gia người Việt Nam. Ông từng giữ chức vụ Ủy viên Ban cán sự Đảng, Thứ trưởng Bộ Giao thông Vận tải Việt Nam.

## Xuất thân
Ông sinh ngày 10 tháng 10 năm 1960.

## Giáo dục
Ông đã tốt nghiệp đại học tại Liên Xô với bằng kỹ sư máy tàu thủy và có bằng cử nhân kinh tế ở Việt Nam.

## Sự nghiệp
Từ năm 2004 đến năm 2012, ông là Chánh Văn phòng Bộ Giao thông Vận tải Việt Nam.
Ngày 26 tháng 4 năm 2012, Thủ tướng Nguyễn Tấn Dũng đã ký Quyết định số 499/QĐ - TTg bổ nhiệm có thời hạn ông Nguyễn Văn Công - Chánh văn phòng Bộ GTVT làm Thứ trưởng Bộ Giao thông Vận tải.
Theo Quyết định 2406/QĐ-BGTVT ngày 15/8/2017, ông phụ trách các việc sau: Quản lý nhà nước về lĩnh vực hàng hải, vận tải, an toàn, an ninh và tìm kiếm, cứu nạn hàng hải; quản lý kết cấu hạ tầng giao thông hàng hải, bao gồm cả kế hoạch quản lý, bảo trì; Logistics GTVT; Công tác y tế GTVT; Là đầu mối trong quan hệ với EDCF;Xây dựng kế hoạch biên chế hàng năm;Phụ trách theo dõi khu vực đồng bằng sông Hồng và Trung du, miền núi phía Bắc Việt Nam.
Chiều ngày (29/10/2020), Bộ GTVT đã  tổ chức chia tay và tri ân đồng chí Nguyễn Văn Công - Ủy viên Ban cán sự, Thứ trưởng Bộ GTVT về nghỉ chế độ.
Từ ngày 1/11/2020, ông Nguyễn Văn Công, Ủy viên Ban cán sự Đảng, Thứ trưởng Bộ GTVT sẽ về nghỉ hưu theo chế độ của Nhà nước.

## Kỉ luật
Ngày 25 tháng 9 năm 2019, Thủ tướng Chính phủ Việt Nam Nguyễn Xuân Phúc kí quyết định sô 1249/QĐ-TTg thi hành kỉ luật Nguyễn Văn Công, Thứ trưởng Bộ Giao thông vận tải, với hình thức Cảnh cáo do "đã có vi phạm, khuyết điểm nghiêm trọng trong công tác và Ủy ban Kiểm tra Trung ương đã thi hành kỷ luật về Đảng" (Đảng Cộng sản Việt Nam).